# مکاتبات خزر

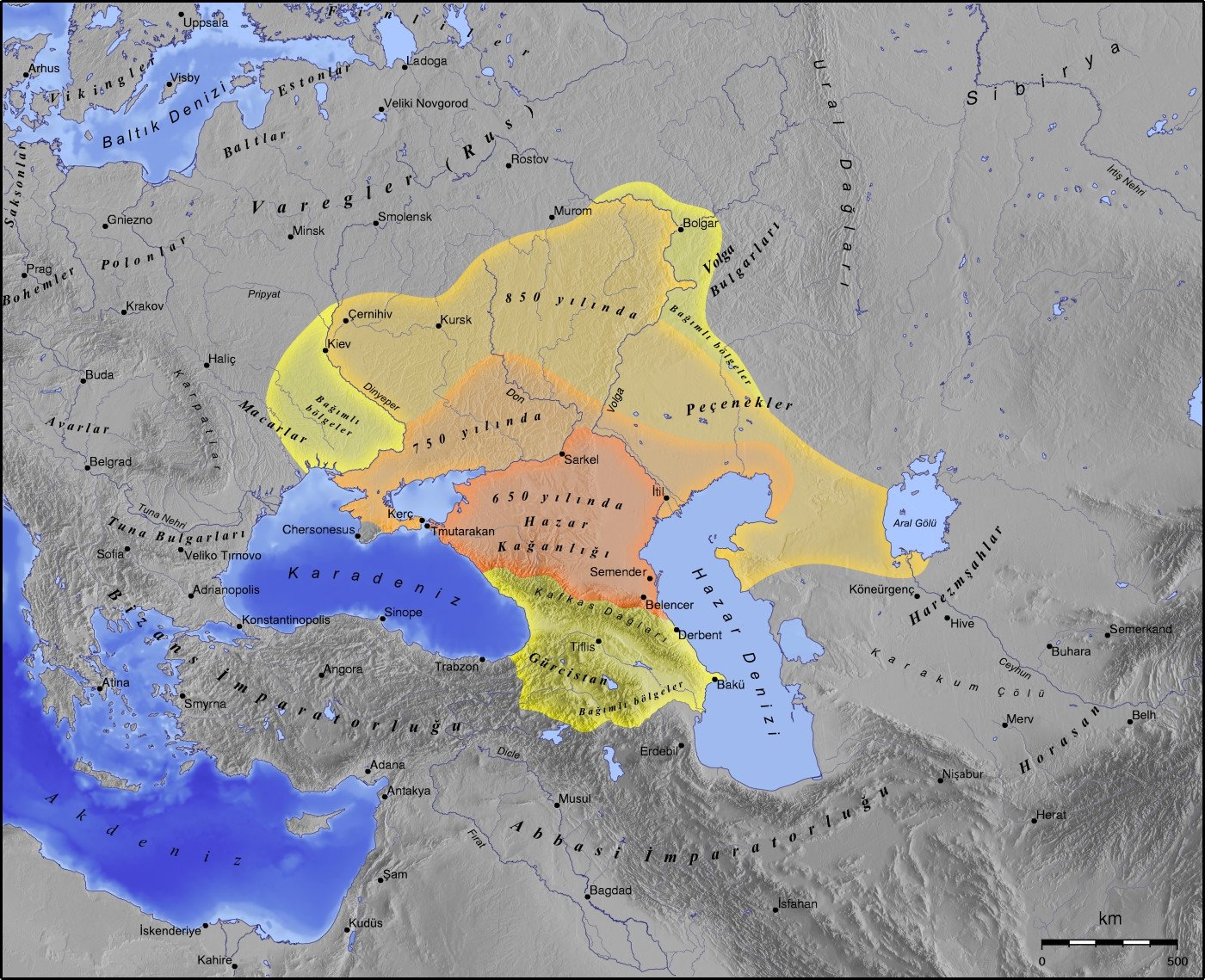
مناطقی که خزرها در آن زندگی می‌کردند (۶۵۰-۸۵۰ میلادی)

مکاتبات خزر (به انگلیسی: Khazar Correspondence) به یک سری تبادلات نامه گفته می‌شود که ما بین «حسدای بن شپروط»، منشی خلیفه وقت کوردوبا، و «یوسف بن هارون» ،خاقان خزرستان، در بازه زمانی سال‌های ۹۵۰ یا ۹۶۰ صورت گرفته‌است.
این مکاتبات از معدود اسنادی است که آن را به خزرها نسبت می‌دهند و یکی از مهمترین منابع در باب تاریخ خزرها محسوب می‌شود. این مکاتبات هم در زمینه گرویدن خزرها به آیین یهودیت است و هم در باب گسترش این آیین به نسل‌های بعدی آن‌ها. همچنین این مکاتبات نشان می‌دهد که یک نسل پس از سقوط «امپراتوری خزر» در سال ۶۹۶ هنوز قدرت نظامی داشتند و از بعضی همسایگانشان باج (مالیات) می‌گرفتند.

## منبع
- ویکی‌پدیای انگلیسی